# La Habra
La Habra és una ciutat del Comtat d'Orange (Califòrnia). Segons el cens del 2000 tenia 58.974 habitants.

## Demografia
Segons el cens del 2000, La Habra tenia 58.974 habitants, 18.947 habitatges, i 14.020 famílies. La densitat de població era de 3.106,4 habitants/km².
Dels 18.947 habitatges en un 39,3% hi vivien nens de menys de 18 anys, en un 54,5% hi vivien parelles casades, en un 13,5% dones solteres, i en un 26% no eren unitats familiars. En el 21% dels habitatges hi vivien persones soles el 8% de les quals corresponia a persones de 65 anys o més que vivien soles. El nombre mitjà de persones vivint en cada habitatge era de 3,08 i el nombre mitjà de persones que vivien en cada família era de 3,56.
Per edats la població es repartia de la següent manera: un 29,1% tenia menys de 18 anys, un 10,3% entre 18 i 24, un 31,7% entre 25 i 44, un 18,2% de 45 a 60 i un 10,8% 65 anys o més.
L'edat mediana era de 32 anys. Per cada 100 dones de 18 o més anys hi havia 94,7 homes.
La renda mediana per habitatge era de 47.652 $ i la renda mediana per família de 51.971 $. Els homes tenien una renda mediana de 36.813 $ mentre que les dones 30.466 $. La renda per capita de la població era de 18.923 $. Entorn del 9,1% de les famílies i el 12,9% de la població estaven per davall del llindar de pobresa.

## Poblacions properes
El següent diagrama mostra les poblacions més properes.